# فرانك إل. أنديرس
فرانك إل. أنديرس (بالإنجليزية: Frank L. Anders)‏ هو مهندس أمريكي، ولد في 10 نوفمبر 1875 في Fort Abraham Lincoln ‏ في الولايات المتحدة، وتوفي في 23 يناير 1966 في ريبون في الولايات المتحدة.